# Juan Antonio de Urbiztondo
Paramètres
Juan Antonio de Urbiztondo y Eguía (1803 - 1857), marquis de La Solana, est un militaire espagnol du XIXe siècle. Il prit part à la première guerre carliste en tant qu'insurgé, puis se rallia à la couronne espagnole dont il fut ministre de la guerre en 1856. Il conquit l'archipel de Sulu pour son pays.
La ville d'Urbiztondo aux Philippines est nommée en son honneur.

## Biographie
Né à San Sébastien le 7 janvier 1803, Juan Antonio de Urbiztondo entre dans l'armée en 1814, en tant que chevalier-page. 

### Première guerre carliste
En 1833, lors de la première guerre carliste, il rejoint les rangs des soutiens au prétendant Charles de Bourbon (les carlistes), mais est capturé dès la première année de conflit, pour être emprisonné à Mérida. Il s'évade et fuit vers le Portugal, puis rejoint l'Angleterre au côté de Charles de Bourbon. Il revient bien vite combattre dans son pays natal, mais est cette fois déporté à Porto Rico après une nouvelle capture. A nouveau évadé, il est nommé général de brigade par le prétendant et retourne en Espagne. 
Au fil des combats il gravit les échelons, devient chef d'état-major en second des carlistes puis commandant en chef de l'armée de Catalogne. A la fin de la guerre, il accepte la Convention d'Ognate, et devient commandant d'une unité intégrée à l'armée royale. A la tête de celle-ci, et sous les ordres du général Espartero il combat son ancien allié Ramón Cabrera.
Durant la Régence d'Espartero, il rejoint l'insurrection du pronunciamiento de 1841 tentant de mettre un terme à celle-ci, mais il échoue dans sa tentative et doit finalement se rallier à la cause du régent Espartero. Malgré son engagement initial contre le régime, il parvient à intégrer l'armée royale et poursuit sa carrière militaire. 

### Aux Philippines
Devenu un lieutenant-général grandement décoré, il est nommé le 29 juillet 1850 en tant que gouverneur des Philippines, alors espagnoles. Il est principalement chargé par le gouvernement d'y réformer l'armée, en augmentant les effectifs. Il prend aussi part à la création de différentes villes, ainsi qu'à l'édification des jardins de la Place du palais de Manille. Il permet aussi le retour des jésuites sur l'île.

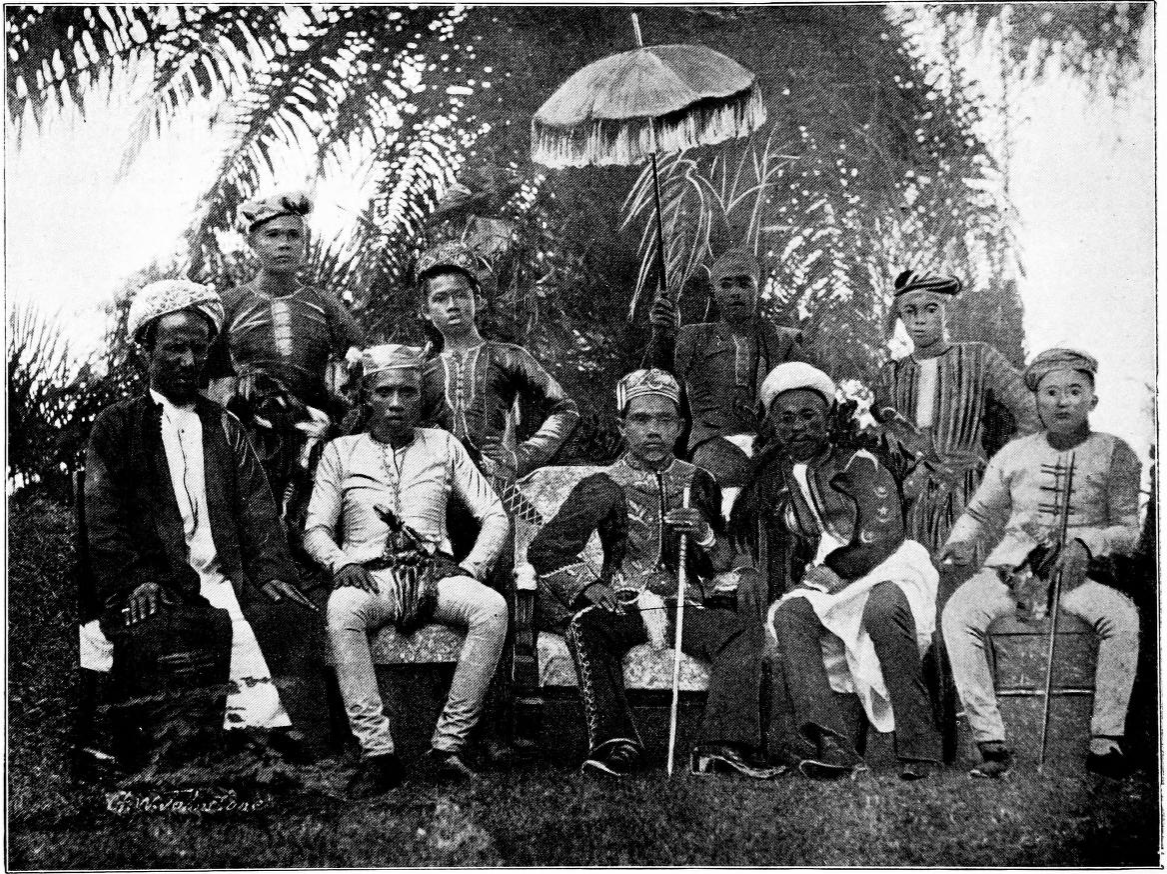
La suite du sultan de Sulu

En février 1851, il prend la tête de la répression contre les Moros du Sultanat de Sulu, car ceux-ci ne respectaient pas l'Espagne. Il part avec quatre régiments et vainc dans un premier temps sans problème ses adversaires, leur enlevant huit forts et 130 pièces d'artillerie. Il détruit les places-fortes situées sur les îles de Balanguingui et de Tonquil, mais il échoue ensuite devant la capitale, Jolo. Lors de sa seconde attaque, le 28 février, il détruit la forteresse défendant la ville, prend 112 canons et finit de s'emparer de l'entièreté de l'Archipel de Sulu en mars, pour la couronne espagnole. Le traité de paix est signé le 19 avril 1851 et confie l'archipel de Sulu à la gouvernance espagnole des Philippines.
Le 20 décembre 1853, il est remplacé à son poste par un certain Ramón Montero Blandino, son ancien adjoint.

### Retour en Espagne
Du 12 octobre au 16 décembre 1856, il est ministre de la Guerre dans le gouvernement de Ramón María Narváez y Campos.
Il meurt à Madrid (au palais Royal) le 26 avril 1857, officiellement d'une maladie foudroyante. Selon certains chroniqueurs, il aurait été assassiné par Narváez en personne au cours d'une dispute impliquant aussi le roi François d'Assise de Bourbon et Joaquín Osorio y Silva (es), lui-aussi tué par Urbiztondo lui-même.

## Sources
- (es) Cet article est partiellement ou en totalité issu de l’article de Wikipédia en espagnol intitulé « Juan Antonio de Urbiztondo » (voir la liste des auteurs).